# Jean-Pierre Imbrohoris
Jean-Pierre Imbrohoris (* 6. August 1943 in Marseille; † 13. Dezember 1993) war ein französischer Journalist, Radioproduzent und Autor. Erfolgreich veröffentlichte er auch unter dem Pseudonym Joy Laurey eine Reihe erotischer Romane um das Fotomodell Joy, die auch verfilmt wurden.
Jean-Pierre Imbrohoris starb bei einem Autounfall südlich von Montélimar am 13. Dezember 1993 zusammen mit seiner Frau, der Schriftstellerin Nathalie Perreau, ihrem Sohn und der Autorin Vanessa Duriès.

## Werke
- René-Victor Pilhes, Jean-Pierre Imbrohoris: Toute la vérité, Grasset 1977, ISBN 978-2246005087
- René-Victor Pilhes, Jean-Pierre Imbrohoris: Le nouveau Toute la vérité, Grasset 1978, ISBN 978-2246006404
- René-Victor Pilhes, Jean-Pierre Imbrohoris, Grégory Frank: L'incroyable vérité, Grasset 1979 ISBN 978-2246007791
- Jean-Pierre Imbrohoris: Marion du Faouët, Grasset 1979, neu aufgelegt 1992 bei Filipacchi, ISBN 978-2850184963
- René-Victor Pilhes, Jean-Pierre Imbrohoris: Toute la vérité 1980, Grasset 1980, ISBN 978-2246009542
- Jean-Pierre Imbrohoris: Demences meurtrieres, Filipacchi 1993, ISBN 978-2850182051

### Erotische Romane als Joy Laurey
- Joy (1981)
- Joy and Joan (1982)
- Joy in Love ISBN 0-352-31836-8
- Jessica (1997)
- The return of Joy

### Verfilmungen
- Joy – 1 1/2 Stunden wilder Lust mit Claudia Udy als Joy
- Joy and Joan mit Brigitte Lahaie als Joy und Isabelle Solar als Joan
- Joy in Love (TV-Miniserie) mit Zara Whites als Joy
  - Joy et Joan chez les pharaons (1992), alternativ: Joy and the Pharaohs (Großbritannien), Joy – Tempel der Lust (Deutschland)
  - Joy en Afrique (1992), alternativ: Joy in Africa (Großbritannien) und Joy – Strapsgenuß in Afrika (Deutschland)
  - Joy à San Francisco (1992), alternativ: Joy in San Francisco (internationaler englischer Titel), Joy – Meisterschaft in jeder Stellung (Deutschland) und Joy in San Francisco (Deutschland)
  - Joy à Moscou (1992), alternativ: Joy in Moscow (Großbritannien), Joy – Abgestürzt und weich gelandet (Deutschland)
  - Joy à Hong Kong (1992), alternativ: Joy in Hong Kong (Großbritannien), Joy – Notlandung in Lack und Leder (Deutschland)